# Тогульский район
То́гульский райо́н — административно-территориальное образование (сельский район) и муниципальное образование (муниципальный район) в  Алтайском крае России.
Административный центр — село Тогул, расположенное в 200 км от Барнаула.

## География
Район расположен на северо-востоке края. Граничит с Заринским, Кытмановским, Целинным и Ельцовским районами Алтайского края. На востоке граничит с Прокопьевским районом Кемеровской области.
Площадь — 2000 км².
Рельеф холмистый, отроги Салаирского кряжа. Климат континентальный. Средняя температура января −16,5 °C июля +18,8 °C. Годовых атмосферных осадков — 520 мм. Почвы — чернозёмные оподзоленные, частично выщелоченные, серые лесные, болотные. Добываются глина, песок, разведан запасы щебня, гранита, золота.
По территории района протекает реки Чумыш, Уксунай, Тогул.  Имеется 52 озера, самое крупное Ульяновский пруд.

#### Флора
Половина территории района покрыта лесами. Растут пихта, берёза, осина, ель, ива, черёмуха, калина, сибирский кедр.

#### Фауна
Обитают: из зверей — лось, косуля, медведь, волк, рысь, лиса, выдра, норка, заяц, белка. Птиц — рябчик, глухарь, тетерев, утка, сойка, журавль. Из рыб — карась, линь, щука, окунь, хариус, налим.

## История
Образован в 1924 году. 15 января 1944 года 4 сельсовета Тогульского района были переданы в новый Яминский район. 1 февраля 1963 года упразднён, 30 декабря 1966 года восстановлен.

## Население
| 1959    | 1996    | 1997    | 1998    | 1999    | 2000    | 2001    |
| ------- | ------- | ------- | ------- | ------- | ------- | ------- |
| 18 536  | ↘11 800 | ↘11 600 | ↘11 400 | →11 400 | ↘11 100 | ↘10 800 |
| 2002    | 2003    | 2004    | 2005    | 2006    | 2007    | 2008    |
| ↘10 500 | ↘10 410 | ↘10 265 | ↘10 065 | ↘9844   | ↘9583   | ↘9390   |
| 2009    | 2010    | 2011    | 2012    | 2013    | 2014    | 2015    |
| ↘9224   | ↘8478   | ↘8462   | ↘8300   | ↘8195   | ↘8018   | ↘7960   |
| 2016    | 2017    | 2018    | 2019    | 2020    | 2021    |         |
| ↘7892   | ↘7793   | ↘7708   | ↘7580   | ↘7393   | ↘6499   |         |

### Национальный состав[18]
| национальность | мужчин | женщин | всего  | %    |
| -------------- | ------ | ------ | ------ | ---- |
| русские        | 4 725  | 5 267  | 9 992  | 95,6 |
| немцы          | 99     | 112    | 211    | 2,01 |
| украинцы       | 31     | 49     | 80     | 0,76 |
| белорусы       | 9      | 17     | 26     | 0,25 |
| татары         | 9      | 13     | 22     | 0,21 |
| азербайджанцы  | 14     | 3      | 17     | 0,16 |
| армяне         | 8      | 2      | 10     | 0,09 |
| чуваши         | —      | 10     | 10     | 0,09 |
| итого:         | 4 934  | 5 516  | 10 450 | 100  |

## Административно-муниципальное устройство
Тогульский район с точки зрения административно-территориального устройства края включает 5 административно-территориальных образований — 5 сельсоветов.
Тогульский муниципальный район в рамках муниципального устройства включает 5 муниципальных образований со статусом сельских поселений:
| № | Сельское поселение        | Административный центр | Количество населённых пунктов | Население (чел.) | Площадь (км²) |
| - | ------------------------- | ---------------------- | ----------------------------- | ---------------- | ------------- |
| 1 | Антипинский сельсовет     | село Антипино          | 3                             | ↗1640            | 307,76        |
| 2 | Новоиушинский сельсовет   | село Новоиушино        | 1                             | ↘314             | 148,03        |
| 3 | Старотогульский сельсовет | село Старый Тогул      | 3                             | ↘959             | 899,47        |
| 4 | Тогульский сельсовет      | село Тогул             | 4                             | ↘3700            | 517,04        |
| 5 | Топтушинский сельсовет    | село Топтушка          | 1                             | ↗153             | 132,34        |

2 июля 2008 года Тогульский и Шумихинский сельсовет объединены в Тогульский сельсовет с административным центром в селе Тогул.
В 2010 году Верх-Коптельский, Уксунайский и Старотогульский сельсоветы объединены в Старотогульский сельсовет.

### Населённые пункты
В Тогульском районе 12 населённых пунктов:

| Тогул        | ↘3494 |
| Антипино     | ↗1412 |
| Старый Тогул | ↘1026 |
| Новоиушино   | ↘314  |

| Колонково | ↘234 |
| Бураново  | ↗188 |
| Топтушка  | ↗153 |
| Льнозавод | ↗152 |

| Титово        | ↘129 |
| Уксунай       | ↘99  |
| Шумиха        | ↘77  |
| Верх-Коптелка | ↘66  |

В 2000 г. упразднено село Верх-Тогул.
11 сентября 2008 года было упразднено село Малиновая Грива Шумихинского сельсовета

## Экономика
Основное направление экономики — сельское хозяйство. Развиты производство зерна, молока. На территории района расположены свинокомплекс «Антипинский», лесхоз, льнозавод, хлебозавод, Тогульский заказник.

## Транспорт
По территории района проходит автомобильная дорога Р367 Мартыново — Залесово.